# Integritat territorial
La integritat territorial és un principi de Dret internacional que evoca el dret i deure inalienable d'un Estat de preservar les seves fronteres de tota influència exterior.

## Evolució històrica
Encara que la idea de sobirania cristal·litza ja en els tractats signats en la Pau de Westfàlia de 1648 i El Leviathan, l'obra de Thomas Hobbes publicada a 1660, la integritat territorial es va violar constantment fins després de la Segona Guerra Mundial. Amb la creació de l'Organització de Nacions Unides i, més tard, organitzacions com la Conferència sobre Seguretat i Cooperació a Europa (CSCE), el principi va començar a recollir-se en les resolucions internacionals: per exemple, l'Acta Final de Hèlsinki amb què culminar la CSCE fa referència tant a la inviolabilitat de les fronteres com a la integritat territorial dels estats.
L'opinió consultiva del Tribunal Suprem de Justícia de la Haia (Nacions Unides) sobre la declaració d'independència de Kossova, de 22 de juliol de 2020, puntualitza que el terme inviolabilitat de la integritat territorial dels estats es refereix a les relacions entre els estats constituïts, i no pas a la independència d'una part d'un Estat. Segons això, la integritat territorial dels estats és compatible amb el dret d'autodeterminació dels pobles.